# Bâgé-la-Ville
Bâgé-la-Ville is een plaats en voormalige gemeente in het Franse departement Ain in de regio Auvergne-Rhône-Alpes en telt 2532 inwoners (2004). De oppervlakte bedraagt 40,0 km², de bevolkingsdichtheid is 63,3 inwoners per km².

## Geschiedenis
De naam Bâgé komt van het Gallo-Romeinse dorp Belgiasius dat op die plaats lag. In de middeleeuwen was Bagê de belangrijkste stad van de provincie Bresse.
In die tijd werd de parochie in drie delen gesplitst:
- Bâgé-la-Ville, het dorp
- Bâgé-le-Châtel, rondom het kasteel
- Saint-André-de-Bâgé

Bezienswaardigheden zijn de Kerk van Sint-Michiel (Église Saint-Michel) en de Kapel van Epaisse (Chapelle d'Epaisse). Deze laatste is een historisch monument sinds 1982.
De gemeente maakte deel uit van het kanton Bâgé-le-Châtel tot dat op 22 maart 2015 werd opgeheven en Bâgé-la-Ville werd opgenomen in het op die dag gevormde kanton Replonges. Op 1 januari 2018 fuseerde de gemeente met Dommartin tot de commune nouvelle Bâgé-Dommartin, waarvan Bâgé-la-Ville de hoofdplaats werd.

## Geografie
De onderstaande kaart toont de ligging van Bâgé-la-Ville met de belangrijkste infrastructuur en aangrenzende gemeenten.

## Demografie
Onderstaande figuur toont het verloop van het inwoneraantal van Bâgé-la-Ville vanaf 1962.
Vanwege een beveiligingsprobleem met de MediaWiki Graph-software is het momenteel niet mogelijk deze grafiek weer te geven. Zodra de software is bijgewerkt zal de grafiek vanzelf weer zichtbaar worden.

## Zusterstad
- Bad Waldsee